# DS2
DS2 (abreviação para Dirty Sprite 2) é o terceiro álbum de estúdio do rapper norte-americano Future, lançado em 17 de julho de 2015 através da A1 Records, Freebandz e Epic Records. O disco estreou na primeira posição da tabela musical Billboard 200, dos Estados Unidos, com 147 mil unidades vendidas na semana de estreia.

## Desempenho nas tabelas musicais

### Posições
| Tabela musical (2015)                         | Melhor posição |
| --------------------------------------------- | -------------- |
| Bélgica - Ultratop 50 (Flandres)              | 78             |
| Canadá - Canadian Albums Chart                | 5              |
| Estados Unidos - Billboard 200                | 1              |
| Estados Unidos - Billboard R&B/Hip-Hop Albums | 1              |
| Estados Unidos - Billboard Rap Albums         | 1              |
| Países Baixos - Mega Album Top 100            | 95             |
| Reino Unido - UK Albums Chart                 | 56             |
| Suíça - Schweizer Hitparade                   | 56             |